# Пейчев, Геннадий Степанович
Генна́дий Степа́нович Пе́йчев  (8 октября 1951, Сатка, Челябинская область — 25 декабря 2021, Санкт-Петербург) — советский и российский архитектор г. Санкт-Петербург. Известен участием в установке различных мемориалов и памятных знаков. Сооружения, созданные при его участии, характеризуются высокой экспрессией и простотой форм.
Пейчев участвовал в ряде художественных выставок, в том числе «Петербург-2003», был упомянут в завещании В. Г. Козенюка как будущий продолжатель возведения памятника Александру Невскому, принимал участие в конкурсе проектов памятника И. А. Бродскому на Васильевском острове (получил третье место). На открытии пейчевских памятников можно было встретить многих государственных и общественных деятелей. Известность Пейчева привлекала к нему внимание злоумышленников, вскоре после открытия памятника морякам он был ограблен.

## Основные работы
- Монументально-декоративная скульптура заяц (скульптор В. Петровичев) (Заячий остров, 2000);
- Памятник Александру Невскому (площадь Александра Невского, 2002);
- Мемориал памяти АПРК «Курск» на Серафимовском кладбище Петербурга (2003);
- Декоративная скульптура телефон около Некрасовского телефонного узла (Санкт-Петербург, 2004);
- Памятник А. Н. Бахтину на его могиле на Смоленском Православном кладбище (2006 год);[2]
- Мемориальная доска в честь С. А. Колбасьева (Моховая ул., 2007);
- Памятник жертвам репрессий (Левашовская пустошь, 2007);
- скульптура "Студентка" (территория Московского государственного лингвистического университета, Остоженка ул, 38с2, 2015 г.).